# BT-7
Tanky BT-7 představovaly poslední a nejrozšířenější variantu sovětských rychlých tanků řady BT. Tank vycházel z typu M1930 amerického konstruktéra Johna Waltera Christieho, byl poháněm motory Mikulin M-17 (v licenci vyráběnými německými BMW VI). Zajímavostí u tohoto tanku je, že mohl jezdit i bez pásů.

## Varianty
- BT-7 Model 1935
- BT-7 Model 1937 – nová věž s šikmým pancéřováním
- BT-7A – stroj přímé dělostřelecké podpory. Vyzbrojen byl plukovní houfnicí ráže 76,2 mm, lafetovanou v prodloužené věži a dvěma kulomety Děgťarjev. Pro hlavní zbraň byla vezena zásoba 50 kusů munice. Celý stroj byl o něco málo těžší než základní verze BT-7.

- BT-7TU – velitelská verze s rámovou anténou, později nahrazená méně nápadnou anténou prutovou
- BT-7M – též BT-8, naftový motor

### Přestavby a prototypy
- BT-42 – finské samohybné dělo na podvozcích ukořistěných BT-7, vyzbrojené britskou 114 mm houfnicí
- KhBT-7 – verze určená pro rozprašování chemikálií, zamořování, odmořování a tvorbu kouřových clon
- KBT-7 – velitelský tank s pevnou věží
- OT-7 – (огнемётный танк) plamenometná verze s pancéřovanou nádrží na hořlavinu na levé straně korby
- SBT – mostní tank
- BT-IS – kola místo pásů
- TTBT-7 – Teletank (dálkové ovládaný tank)
- Thubten-7 – rádiem řízený tank